# Cala Torta (El Port de la Selva)
La Cala Torta és una petita platja natural del municipi del Port de la Selva (Alt Empordà), situada al Parc Natural del Cap de Creus, entre la Cala Fornells i la Cala Corquell. Orientada a nord, la superfície de la cala està composta de còdols, de color grisós. Té una longitud de 4,5 m i una amplada de 4,2 m.